# Gunung Menanti
Gunung Menanti is een bestuurslaag in het regentschap Tulang Bawang Barat van de provincie Lampung, Indonesië. Gunung Menanti telt 2367 inwoners (volkstelling 2010).